# Lashkar-e-Jhangvi
Lashkar-e-Jhangvi (LeJ; tiếng Urdu: لشکر جھنگوی) hoặc "Đội quân Jhangvi", là một tổ chức dân quân thánh chiến cực đoan người Hồi giáo dòng Sunni hệ phái Deobandi có trụ sở tại Afghanistan. Tổ chức này hoạt động ở cả Pakistan và Afghanistan và là một nhánh của đảng chống người Hồi giáo dòng Shia mang tên Sipah-e-Sahaba Pakistan (SSP). LeJ do các nhà hoạt động SSP kỳ cựu gồm có Riaz Basra, Malik Ishaq, Akram Lahori và Ghulam Rasool Shah lập nên vào năm 1996.
LeJ đã đứng ra nhận trách nhiệm về các vụ tấn công gây thương vong hàng loạt nhằm mục đích chống lại cộng đồng Hồi giáo dòng Shia ở Pakistan, bao gồm nhiều vụ đánh bom làm thiệt mạng hơn 200 tín đồ dòng Shia vùng Hazara ở Quetta vào năm 2013. Họ còn liên quan đến vụ tiến đánh Nghĩa trang Mominpura năm 1998, vụ bắt cóc Daniel Pearl năm 2002, và vụ tấn công đội tuyển cricket Sri Lanka ở Lahore năm 2009. Một nhóm chủ yếu là người Punjabi, LeJ từng được các quan chức tình báo Pakistan xếp loại là một trong những tổ chức khủng bố ác độc nhất của nước này.
Emir đầu tiên của LeJ là Basra đã bị cảnh sát giết trong lần đối đầu vào năm 2002. Người kế nhiệm Basra là Malik Ishaq cùng với Ghulam Rasool Shah thiệt mạng trong một cuộc giao tranh ở Muzaffargarh vào năm 2015. Vì những hành động quá khích này mà Pakistan đã ra lệnh cấm LeJ vào tháng 8 năm 2001. LeJ vẫn còn hoạt động và được Úc, Canada, Pakistan, Vương quốc Anh, Mỹ và Liên Hợp Quốc xếp loại như một tổ chức khủng bố.
LeJ có mối liên hệ mật thiết với Taliban, Phong trào Hồi giáo Uzbekistan (IMU), Sipah-e-Sahaba (SSP), Ahle Sunnat Waljamaat (ASWJ), Al-Qaeda và Jundallah. Sau cái chết của Riaz Basra vào tháng 5 năm 2002, liên lạc giữa al-Qaeda và LeJ xem chừng ngừng hẳn lại.